# L'Été indien (film, 1993)
Pour les articles homonymes, voir Été indien (homonymie).
Pour plus de détails, voir Fiche technique et Distribution.
L'Été indien est un film américain écrit et réalisé par Mike Binder, sorti en 1993.

## Synopsis
"Unca" Lou Handler, propriétaire et directeur bien-aimé du Camp Tamakwa, invite trente anciens campeurs - du temps de l'âge d'or du camp il y a deux décennies - à revenir au camp pour annoncer sa retraite. Sept amis présents durant l'été 1972, tous maintenant adultes, répondent à l'invitation et reviennent pour une semaine de retrouvailles. Une fois sur place, le groupe en vient à ressentir des souvenirs nostalgiques de leur jeunesse et des sentiments non résolus l'un pour l'autre commencent à faire surface.

## Fiche technique
- Titre : L'Été indien
- Titre original : Indian Summer
- Réalisation et scénario : Mike Binder
- Musique : Miles Goodman
- Photographie : Newton Thomas Sigel
- Montage : Adam Weiss
- Costumes : Jane Robinson
- Direction artistique : Roccco Matteo
- Décors : Craig Stearns
- Distribution des rôles : Sharon Bialy, Richard Pagano et Debi Manwiller
- Production : Jim Kouf, Lynn Bigelow, Robert F. Newmyer et Jeffrey Silver, Caroline Baron et Jack Binder (co-production)
- Sociétés de production : Touchstone Pictures et Outlaw Productions
- Sociétés de distribution : Touchstone Pictures (États-Unis)
- Pays :  États-Unis
- Langue originale : anglais
- Format : couleur (Technicolor) et partiellement en noir et blanc — 35 mm  — 2,35:1 — son Dolby Digital
- Genre : comédie dramatique
- Durée : 93 minutes
- Date de sortie : 
  - États-Unis : 23 avril 1993 (sortie en salles)
  - France : inédit en salles, sortie en VHS[1] et le 7 janvier 2004 en DVD[2]

## Distribution
- Alan Arkin (VF : Michel Fortin) : "Unca" Lou Handler
- Matt Craven (VF : Renaud Marx) : Jamie Ross
- Diane Lane (VF : Marie-Brigitte Andreï) : Beth Warden / Claire Everett (flashback)
- Bill Paxton (VF : Jean-François Vlérick) : Jack Belston
- Elizabeth Perkins (VF : Martine Irzenski) : Jennifer Morton
- Kevin Pollak (VF : Daniel Russo) : Brad Berman
- Sam Raimi : Stick Coder
- Vincent Spano (VF : Luc Bernard) : Matthew Berman
- Julie Warner (VF : Michèle Buzynski) : Kelly Berman
- Kimberly Williams : Gwen Daugherty

## Sortie et accueil
Le long-métrage connaît un accueil critique modéré, obtenant un taux d'approbation de 58% sur le site Rotten Tomatoes, sur la base de dix-neuf commentaires collectés et un score moyen de 51 sur 100 sur le site Metacritic.
Dans les salles, L'Été indien connaît un succès commercial modeste, rapportant 14 904 910 $ de recettes au box-office américain, pour un budget de production de 9 000 000 $.